# Marciano Vink
Marciano Carlos Alberto Vink (Paramaribo, Surinam; 17 de octubre de 1970) es un exfutbolista neerlandés en la posición de centrocampista.
Vink comenzó su carrera profesional en 1988, a los 18 años, jugando para el Ajax. Con lanceros comenzó en Copas de Europa 5 de octubre de 1988 contra el Sporting de Lisboa (1-2, partido de vuelta de los treinta de final de la Copa de la UEFA 1988-89). Ajax ganó un Eredivisie, una Copa de los Países Bajos, Supercopa de los Países Bajos y la Copa de la UEFA.
En 1993 se trasladó a Italia a Genoa, que compitió con 13 partidos en la Serie A, haciendo dos goles, incluyendo uno en el derbi ante el Sampdoria. Al final de la temporada, con Genoa que terminó undécimo, regresó a los Países Bajos para jugar con el PSV Eindhoven. En las cinco temporadas que pasó en Eindhoven jugó poco debido a varias lesiones, entre ellos uno que sufrió en 1997, en contraste con Luís Figo durante el partido de la Champions League ante el Barcelona. Se pasó el resto de la temporada y también tratar la siguiente para recuperarse y en 1999 PSV decidido no renovar su contrato.
Vink entonces decidió intentar relanzar en ADO Den Haag. En 2001, después de un año de inactividad, jugó en otra temporada con los sudafricanos en el Ajax Cape Town y se retiró en 2002.
Vink acumuló dos partidos con la selección de los Países Bajos en 1991 durante la calificación para Eurocopa 1992 contra Malta y Finlandia.